# 舒-尼努瓦
舒-尼努瓦（英語：Shu-Ninua）（？—前1602年），古亚述时期的亚述国王，（公元前1615年—公元前1602年在位）在位时期亚述动荡不安，史料阙如。
| 前任： 路拉伊亚 | 亚述国王 前1615年－前1602年 | 繼任： 沙尔马阿达德二世 |